# John Hamilton-Leslie
John Hamilton-Leslie, 9e comte de Rothes (1679-1722) est un noble écossais qui combat aux côtés de George Ier lors du soulèvement jacobite de 1715.

## Biographie
Il est le fils aîné de Charles Hamilton (5e comte de Haddington) et Margaret Leslie, 8e comtesse de Rothes. En 1701, il succède à sa mère comme comte de Rothes, chef du clan Leslie. Son frère cadet est Thomas Hamilton (6e comte de Haddington).
Le 29 avril 1697, il épouse Jean Hay, fille de John Hay (2e marquis de Tweeddale). Le couple a huit fils et quatre filles.
En 1704, il est nommé gardien du sceau privé d'Écosse. En 1707, après l'adoption des Actes d'Union par les parlements écossais et anglais, il est désigné comme l'un des 16 pairs représentants écossais à siéger à la Chambre des lords anglaise. Certains opposants écossais à l'union accusent Hamiliton-Leslie de trahir son peuple en échange de faveurs de la part des Anglais. Il sert en tant que pair représentatif jusqu'en 1722. En 1714, George Ier le nomme vice-amiral de l'Écosse.
Lors du soulèvement jacobite de 1715, il se bat pour le roi George Ier en Écosse contre le prétendant Jacques François Stuart. Dans une escarmouche à Kinross, il dirige une troupe des Royal Scots Greys qui battent les Jacobites et capturent Sir Thomas Bruce. À la bataille de Sheriffmuir, il dirige un groupe de combattants volontaires. Hamilton-Leslie lève à Fife un groupe de miliciens qu'il dirige contre les forces de Robert Roy MacGregor à Falkland, Fife. Hamilton-Leslie transforme sa propre maison en garnison.
En 1716, après la défaite des Jacobites, George Ier nomme Hamilton-Leslie au poste de gouverneur du Château de Stirling afin de le dédommager des pertes de biens qu'il a subies pendant l'insurrection. Hamilton-Leslie occupe ce poste jusqu'en 1722. Il est également nommé chambellan de Fife et Strathearn.
Hamilton-Leslie décède le 9 mai 1722 au château de Leslie, dans le Aberdeenshire.